# ولیمه

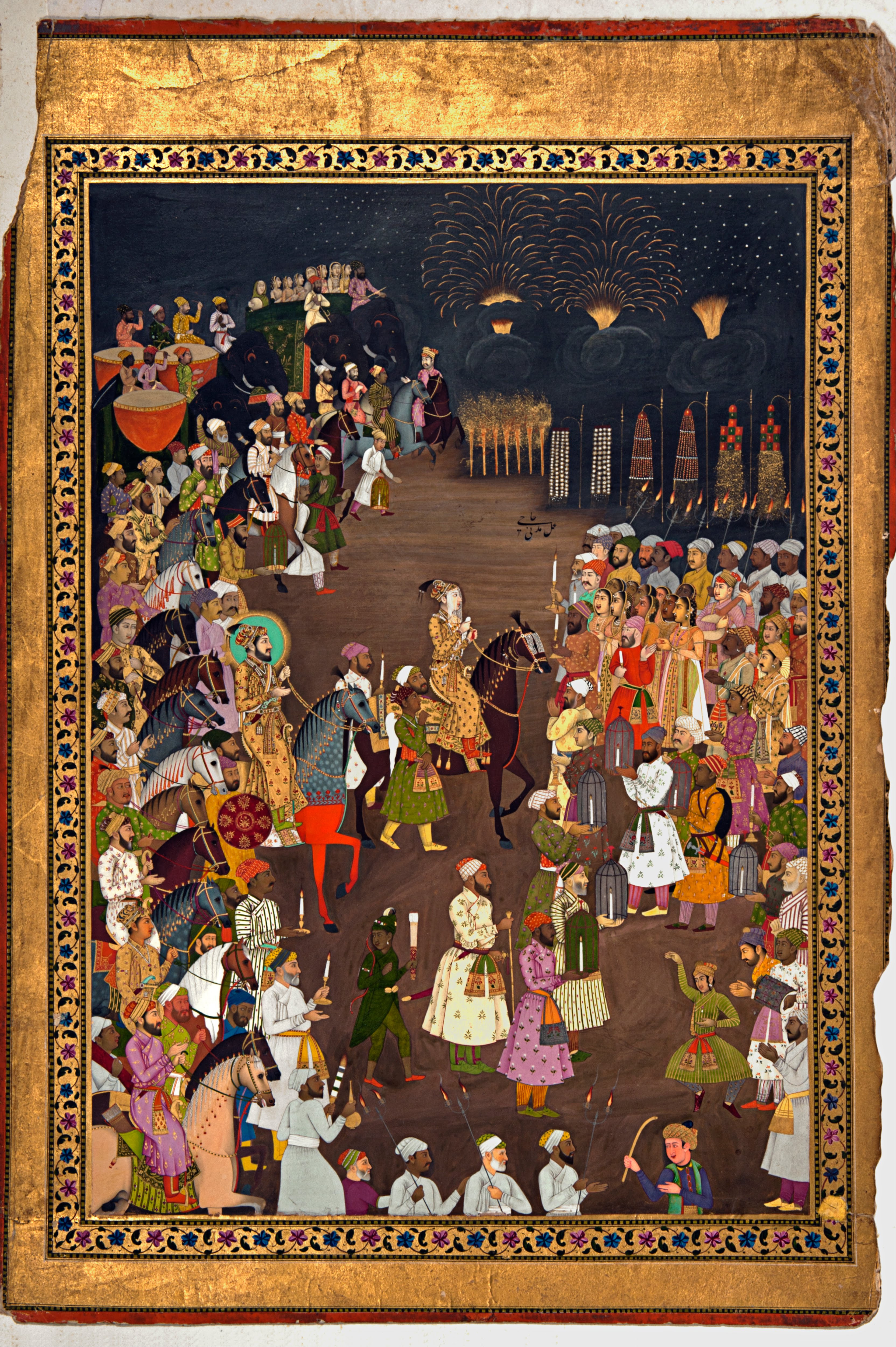
ولیمه عروسی محمد داراشکوه پسر ارشد شاه جهان از گورکانیان هند.

یکی از رسم‌ها و سنت‌های اسلامی «ولیمه دادن» است. ولیمه دادن یعنی دعوت عده‌ای از مؤمنین و ارحام و همسایگان و فقرا به میهمانی صرف غذا که می‌تواند ضیافت شام باشد.

## موارد ولیمه
مسلمانان معتقدند ولیمه در "شش مورد" است: ازدواج، تولد فرزند، ختنه، خرید منزل و مراجعت از مکه.

## شرایط ولیمه
یکی دیگر از اعتقادات مسلمانان در مورد ولیمه این است که: ولیمه و میهمانی، کینه‌ها را می‌زداید و دل‌ها را به هم نزدیک می‌کند؛ مخصوصاً اگر دور از تشریفات و زیاده‌روی و اسراف باشد، خداوند به همگان برکت می‌دهد و خوشحالی مؤمنین موجب رضای او می‌گردد.